# Meister des Bartholomäus-Altars

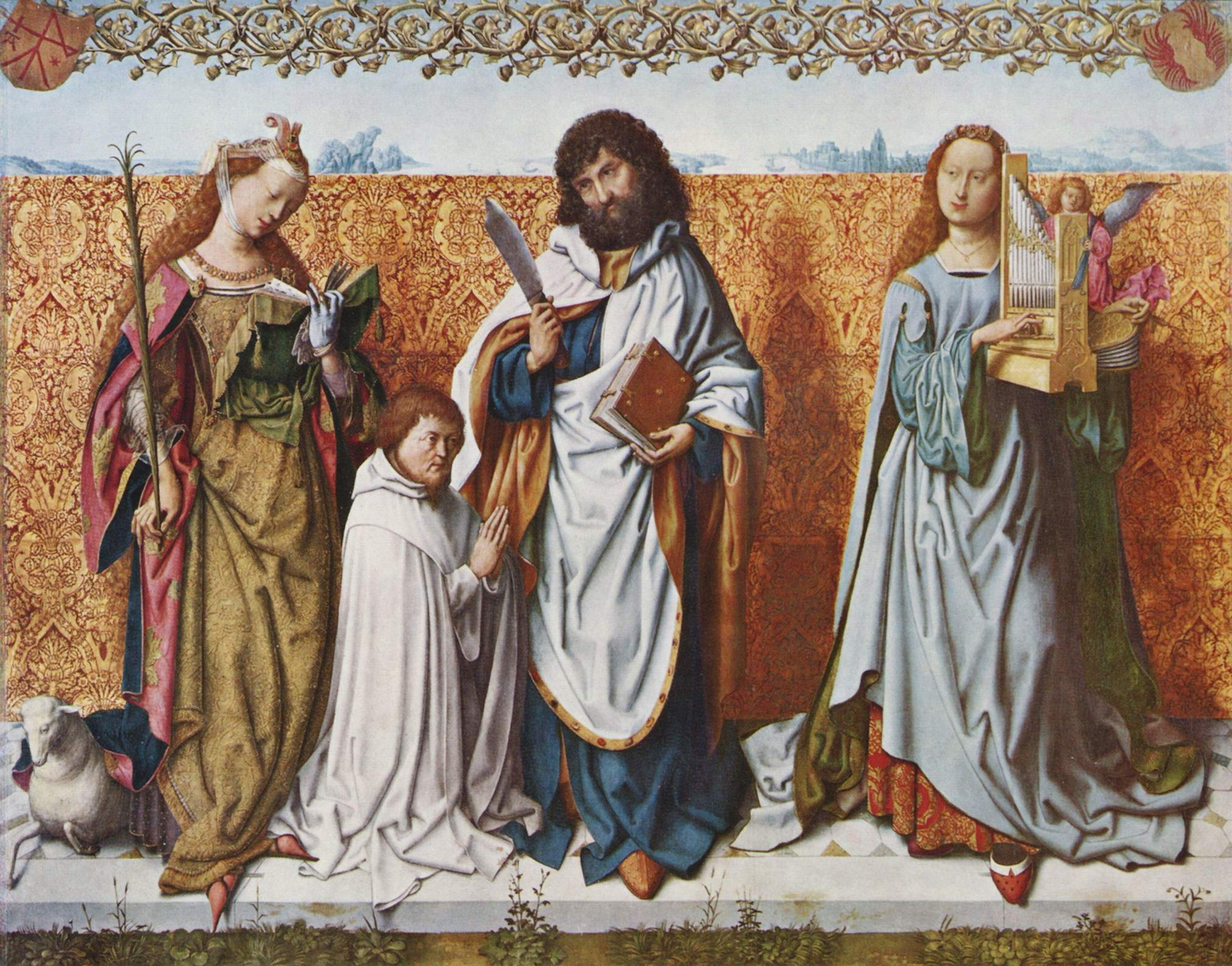
Mitteltafel des namengebenden Altars: Der Hl. Bartholomäus mit dem Stifter zwischen Heiliger Agnes und Heiliger Cäcilia, um 1500/05

Meister des Bartholomäus-Altars (auch Bartholomäus-Meister, englisch: Master of the St Bartholomew Altarpiece und Bartholomew Master) ist der Notname für einen unbekannten Künstler am Übergang von Spätgotik und Renaissance, tätig um 1470 bis um 1510 in der Gegend von Utrecht und in Köln. Er war vor allem Maler von Porträts, Andachts- und Altarbildern sowie Buchmalereien. Aber auch bildhauerische Werke und kirchliche Gewänder (Paramente) wurden in seiner Werkstatt geschaffen, vielleicht sogar Kirchenfenster und Goldschmiedearbeiten.

## Geschichte
Der Notname wurde abgeleitet von einem Altar des Künstlers, ursprünglich aus der Kölner Pfarrkirche St. Kolumba, der im Mittelpunkt den Apostel Bartholomäus zeigt. In der Pupille des rechten Auges eines Drachen auf dem linken Bildflügel dieses Triptychons spiegelt sich schemenhaft ein Gesicht, das möglicherweise ein Selbstporträt des Meisters ist.
Vom Meister des Bartholomäus-Altars und aus seiner Werkstatt stammen viele der für Kölner Kirchen gemalten Altäre. Seine Herkunft ist umstritten. Einerseits wird unter anderem aus dem erkennbaren Einfluss von Stefan Lochner und dem Stil seiner Unterzeichnungen geschlossen, er stamme aus Köln, sei dort ausgebildet worden und um 1510 im Alter von etwa 60 Jahren dort gestorben. Andererseits vermutet man, er habe nie in Köln gelebt und stamme aus den nördlichen Niederlanden (um Utrecht). Dies wird unter anderem aus dem Umstand geschlossen, dass ein Stundenbuch, das die von ihm gemalte Heilige Kolumba in der Hand hält, in mittelniederländischer Sprache geschrieben ist und aus einer niederländischen Binderei stammt.
Sein Œuvre, in dem Figuren und Gegenstände wie gemalte Plastiken wirken, ist angesiedelt zwischen Spätgotik und Renaissance und nicht selten von einem Anflug von Ironie begleitet. Die Auswahl seiner vielfältigen Stilmittel und Inhalte traf der Künstler eklektizistisch auch aus verschiedenen älteren und gleichzeitigen Stilen. Wesentliche Einflüsse Stefan Lochners und südniederländischer Maler, wie beispielsweise Rogier van der Weyden, sind erkennbar. Er wird als einer der besten europäischen Maler des Spätmittelalters bezeichnet.

## Werke (Auswahl)
Keines der erhaltenen Bildwerke des Meisters des Bartholomäus-Altars ist signiert, da dies damals noch nicht üblich war. Insgesamt wurden ihm bisher knapp dreißig Bilder aufgrund motivisch starker Ähnlichkeiten zugeschrieben, nach stilistischer Händescheidung werden einige davon heute als Werke von offenbar zwei Gesellen (und weiteren Mitarbeitern unter deren Aufsicht) aus seiner Werkstatt angesehen. Aus den starken Ähnlichkeiten mehrerer Bilder in Motiv und Komposition bei jedoch deutlich abfallender Qualität wird geschlossen, dass einige seiner eigenhändigen Bilder auf Kundenwunsch von Mitarbeitern der Werkstatt – teils mehrfach – kopiert wurden. Auch sie sind heute von hohem Wert, da die Originale zum Teil nicht erhalten sind.
- Eines der frühesten erhaltenen Werke ist das mit Miniaturen illustrierte Stundenbuch der Sophia van Bylant, entstanden um 1475 in der Lilie-Löwe-Binderei im Gelderland (Provinz um Arnhem bzw. Nijmegen). Darin zwölf ganzseitige Miniaturen von der Hand des Batholomäusmeisters. Köln, Wallraf-Richartz-Museum, Graphische Sammlung.
- Die Anbetung der Heiligen Drei Könige, um 1475. Bonn, Rheinisches Landesmuseum.
- Begegnung der Heiligen Drei Könige mit David und Jesaia, um 1475/1480. Los Angeles, J. Paul Getty Museum.
- Anbetung der Heiligen Drei Könige, um 1475/80. München, Alte Pinakothek.
- Bildnis eines Unbekannten, um 1485. Köln, Wallraf-Richartz-Museum[2]
- Muttergottes mit der Nuß, Eichenholz um 1485/1490. Köln, Wallraf-Richartz-Museum.
- Kreuzabnahme, um 1490. Auftragsarbeit für ein Kloster des Antoniter-Ordens, nach dem Vorbild Große Kreuzabnahme von Rogier van der Weyden. Paris, Musée du Louvre.
- Kreuz-Altar der Kölner Kartäuserkirche St. Barbara, um 1490/95, Vermächtnis wohl aus dem Privatbesitz des 1501 verstorbenen Kölner Patrizier und Juristen Dr. Peter Rinck. Köln, Wallraf-Richartz-Museum.[3]
- Heilige Familie (Original nicht erhalten, vor oder um 1490/95)
- Anna Selbdritt, um 1495. München, Alte Pinakothek.[4]
- Die Verlobung der Heiligen Agnes, um 1495. Nürnberg, Germanisches Nationalmuseum.
- Thomas-Altar, Eichenholz, um 1495/1500. Ebenfalls Auftragsarbeit für Rinck, ebenfalls der Kölner Kartause vermacht. Köln, Wallraf-Richartz-Museum[5]
- Die Taufe Christi, um 1500. Washington D.C., National Gallery of Art.
- Kopf des heiligen Joseph (Fragment), um 1500. Privatbesitz.
- Bartholomäus-Altar, Eichenholz, ein Spätwerk, um 1500–1505. Wohl als Auftragsarbeit für einen im Mittelteil dargestellten Kartäusermönch. Die in der Mitteltafel dargestellten Wappen sind jedoch dem Kölner Kaufmann Arnt von Westerburg und seiner Frau Druitgen von Andernach zugehörig, die das Triptychon auf dem Bartholomäus-Altar der Pfarrkirche St. Kolumba anbringen ließen. München, Alte Pinakothek.
- Die Heiligen Petrus und Dorothea, Retabel (linker Altarflügel), um 1505/1510, für die Pfarrkirche St. Kolumba, Köln. London, National Gallery.
- Die Heiligen Andreas und Kolumba, rechtes Altarflügel-Pendant zu vorigem (das Mittelstück ist verloren), um 1505/1510. Mainz, Landesmuseum.
- Gregorsmesse, um 1485, Bischöfliches Dom- und Diözesanmuseum in Trier.[6]

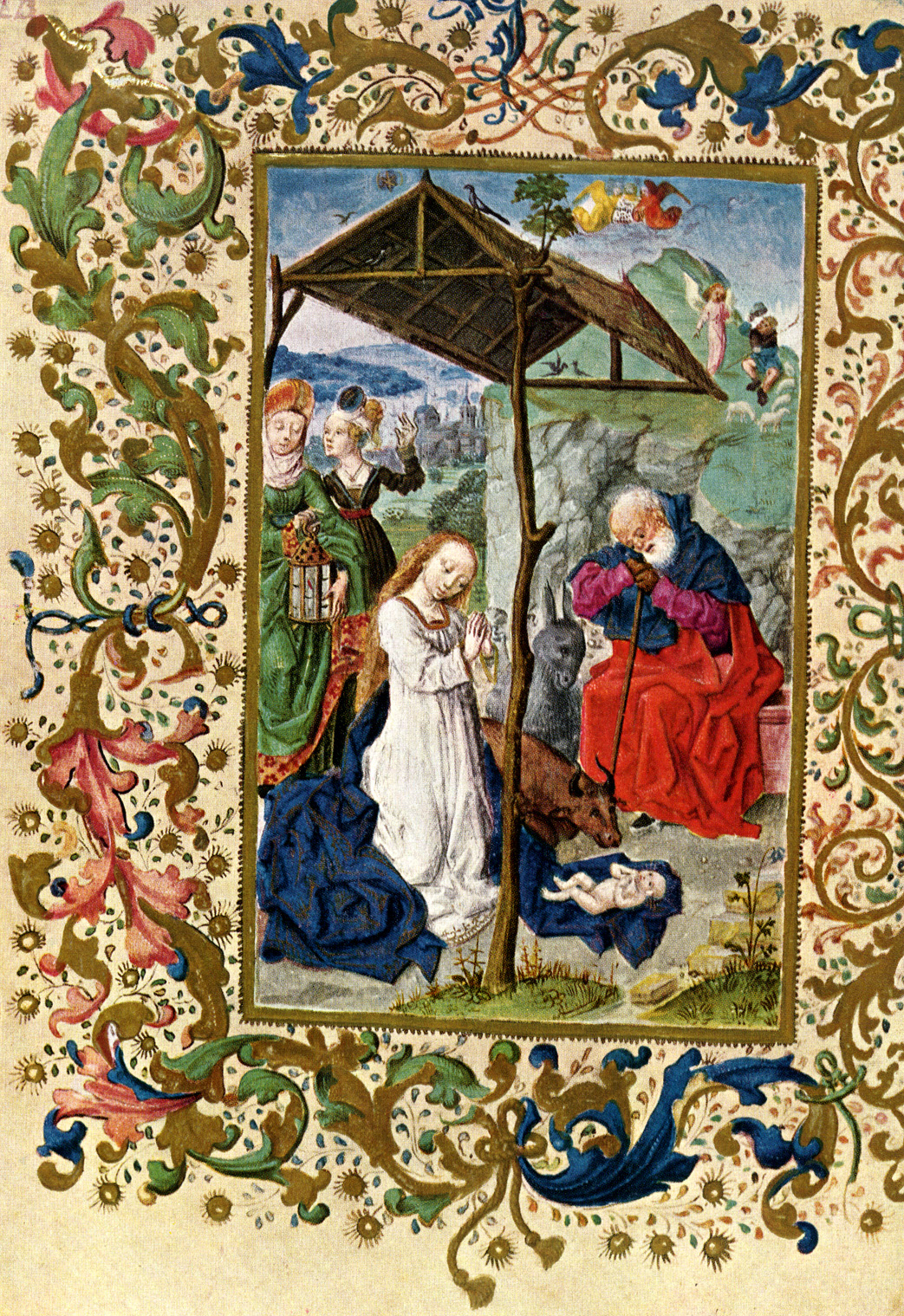
Illustration aus dem Stundenbuch der Sophia van Bylant, um 1475
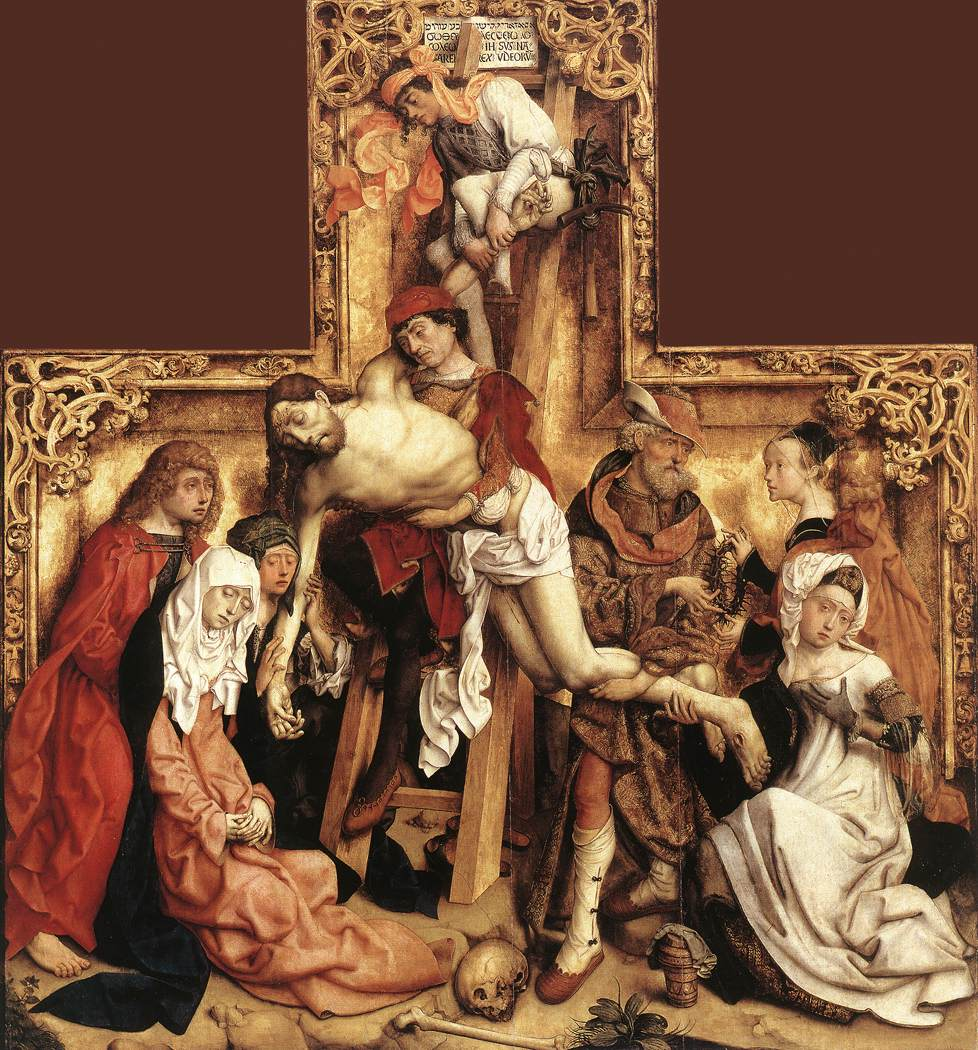
Kreuzabnahme, um 1490 (Louvre)
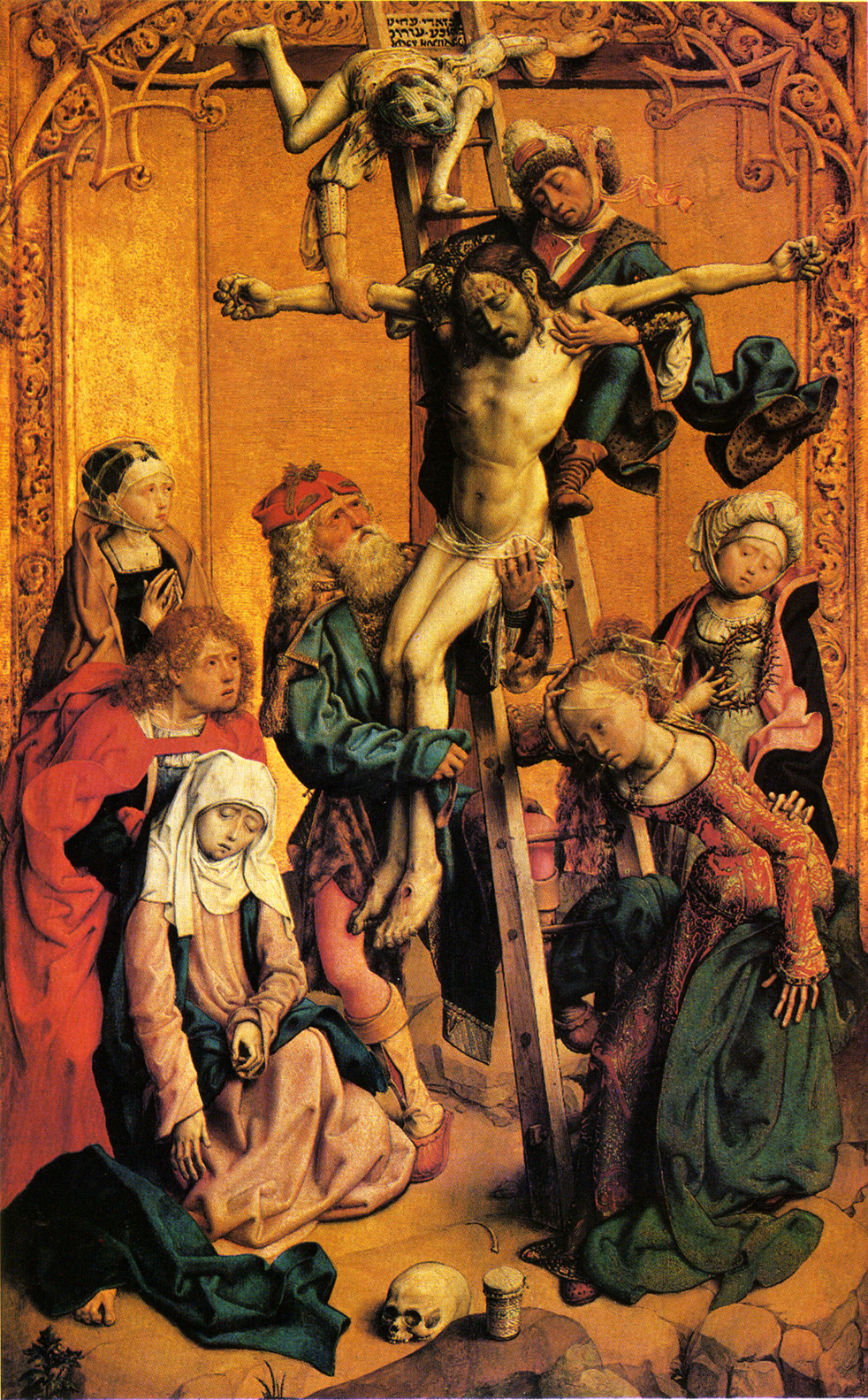
Kreuzabnahme, um 1495 (Philadelphia Museum of Art)
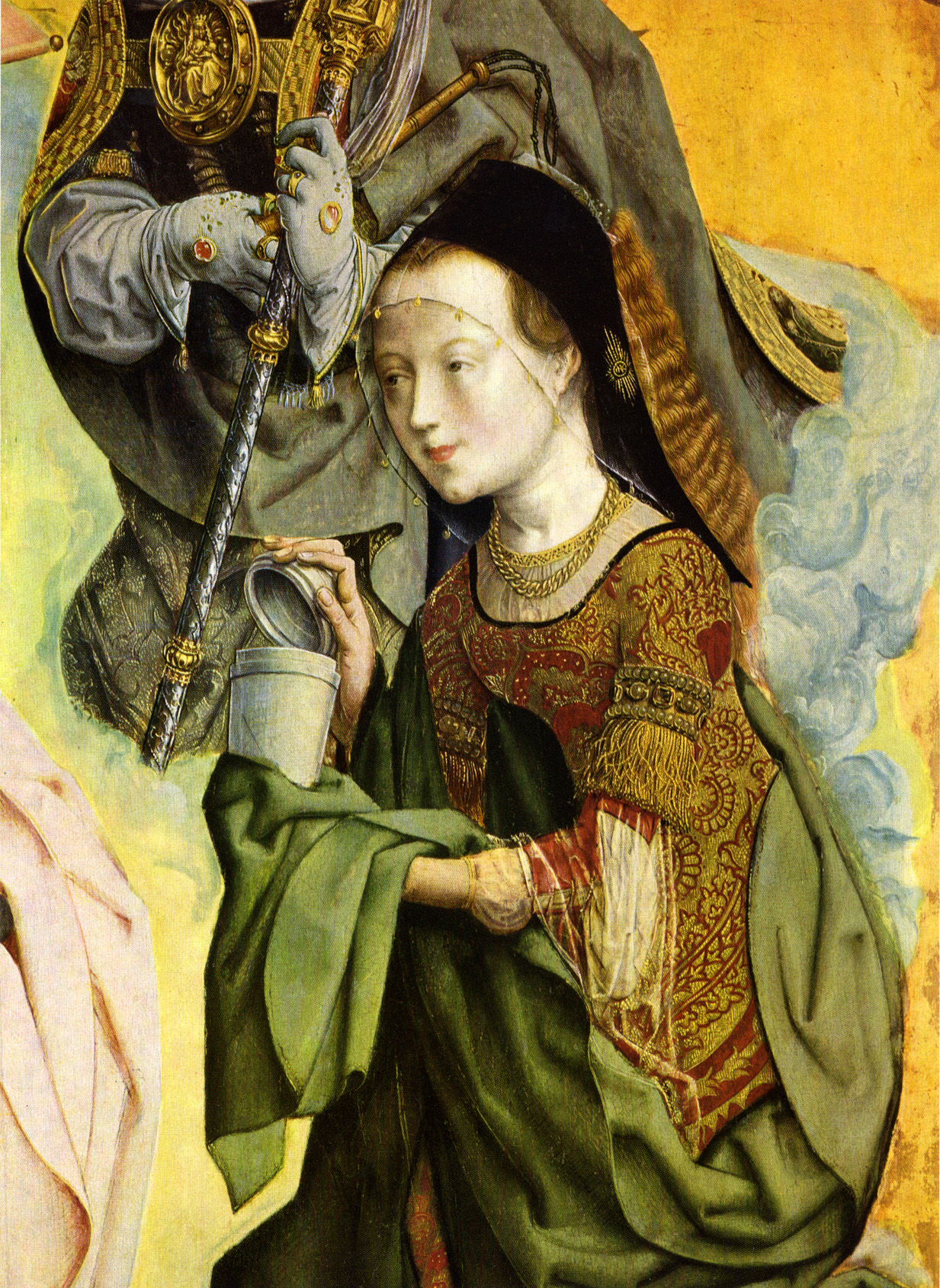
Maria Magdalena, Detail aus dem Thomas-Altar, um 1495/1500
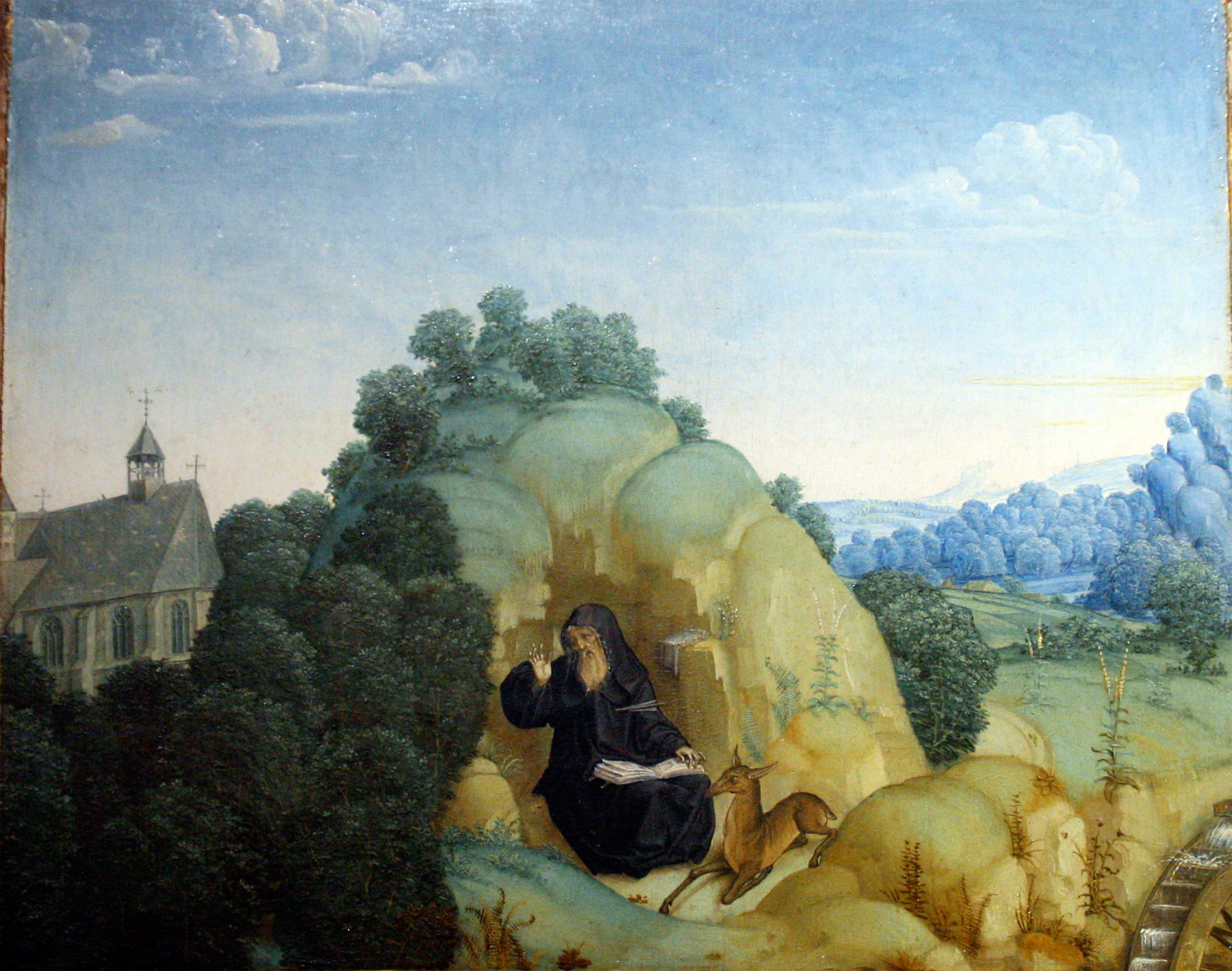
Landschaftsdetail auf dem Thomasaltar
Taufe Christi, um 1500
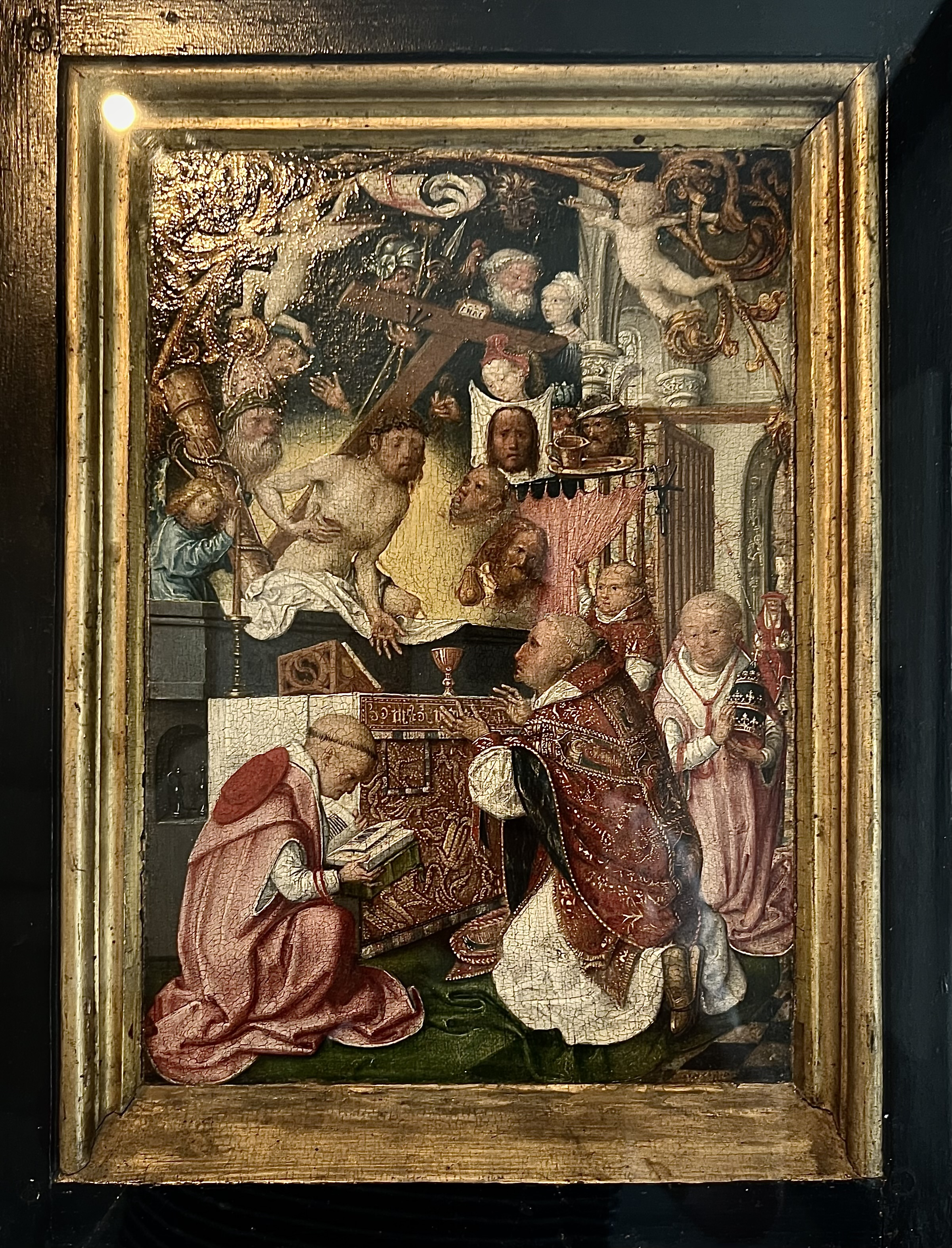
Gregorsmesse, um 1485, Museum am Dom in Trier